# L'Étrangère (film, 1968)
Pour les articles homonymes, voir L'Étrangère.
Pour plus de détails, voir Fiche technique et Distribution.
L'Etrangère est un film français réalisé par Sergio Gobbi et sorti en 1968.

## Fiche technique
- Titre : L'Etrangère
- Réalisation : Sergio Gobbi, assisté de Dany Fog et Daniel Moosmann
- Scénario : Jeanne Cressanges sur une idée originale de Sergio Gobbi
- Photographie : Étienne Becker
- Montage : Gabriel Rongier
- Musique : Romuald
- Production : Robert Florat et Sergio Gobbi
- Société de production : Paris-Cannes Productions
- Société de distribution : Les Films Fernand Rivers
- Pays d'origine :  France
- Langue originale : français
- Format : couleur —  35 mm  —  son mono
- Genre : Drame et érotique
- Durée : 85 minutes
- Dates de sortie :
  - France : 24 janvier 1968
- Affiche : Guy-Gérard Noël (France)

## Distribution
- Marie-France Boyer : Barbara
- Pierre Vaneck : François
- Colette Castel : Simone
- Philippe Ogouz : Paul
- Pierre Massimi : l'homme aux lunettes noires
- Florence Brière : la vieille dame
- Jacques Maire